# 高安市
高安市（こうあん-し）は中華人民共和国江西省宜春市に位置する県級市。

## 地理
江西省の中部から西北部に位置する。贛江の支流の錦江の流域にあたり、錦江により「南街」と「北街」に分けられる。南街は商業区で、北街は政治・文化の中心地である。

## 歴史
前漢が建成県を設置したが、後に多聚県と改称された。後漢のときに建成県に戻された。唐代に皇太子李建成の諱を避けて、高安県と改称された。同時に靖州が設置され、州の治所は高安県に置かれた。靖州は後に米州、さらに筠州と改称された。やがて筠州は廃止されたが、南唐の時に復活し、南宋で瑞州と改称された。元では瑞州路に改められ、明・清では瑞州府に戻された。その間、一貫して治所は高安県にあった。1993年、高安県は高安市となった。

## 行政区画
- 街道:瑞州街道、筠陽街道
- 鎮:藍坊鎮、荷嶺鎮、黄沙崗鎮、新街鎮、八景鎮、独城鎮、太陽鎮、建山鎮、田南鎮、相城鎮、灰埠鎮、石脳鎮、竜潭鎮、楊圩鎮、村前鎮、伍橋鎮、祥符鎮、大城鎮、華林山鎮
- 郷:上湖郷、汪家圩郷

## 交通

### 鉄道
- 中国鉄路総公司
  - 滬昆旅客専用線
    - 高安駅

### 道路
- 高速道路
  - 滬昆高速道路
  - S38 昌栗高速道路
- 国道
  - G320国道